# Wattenscheid
Wattenscheid est une ancienne ville allemande dans la région du Ruhr et le land de Rhénanie-du-Nord-Westphalie. Peuplée de 72 736 habitants (au 31 décembre 2016), elle a été intégrée à Bochum le 1er janvier 1975.

## Galerie

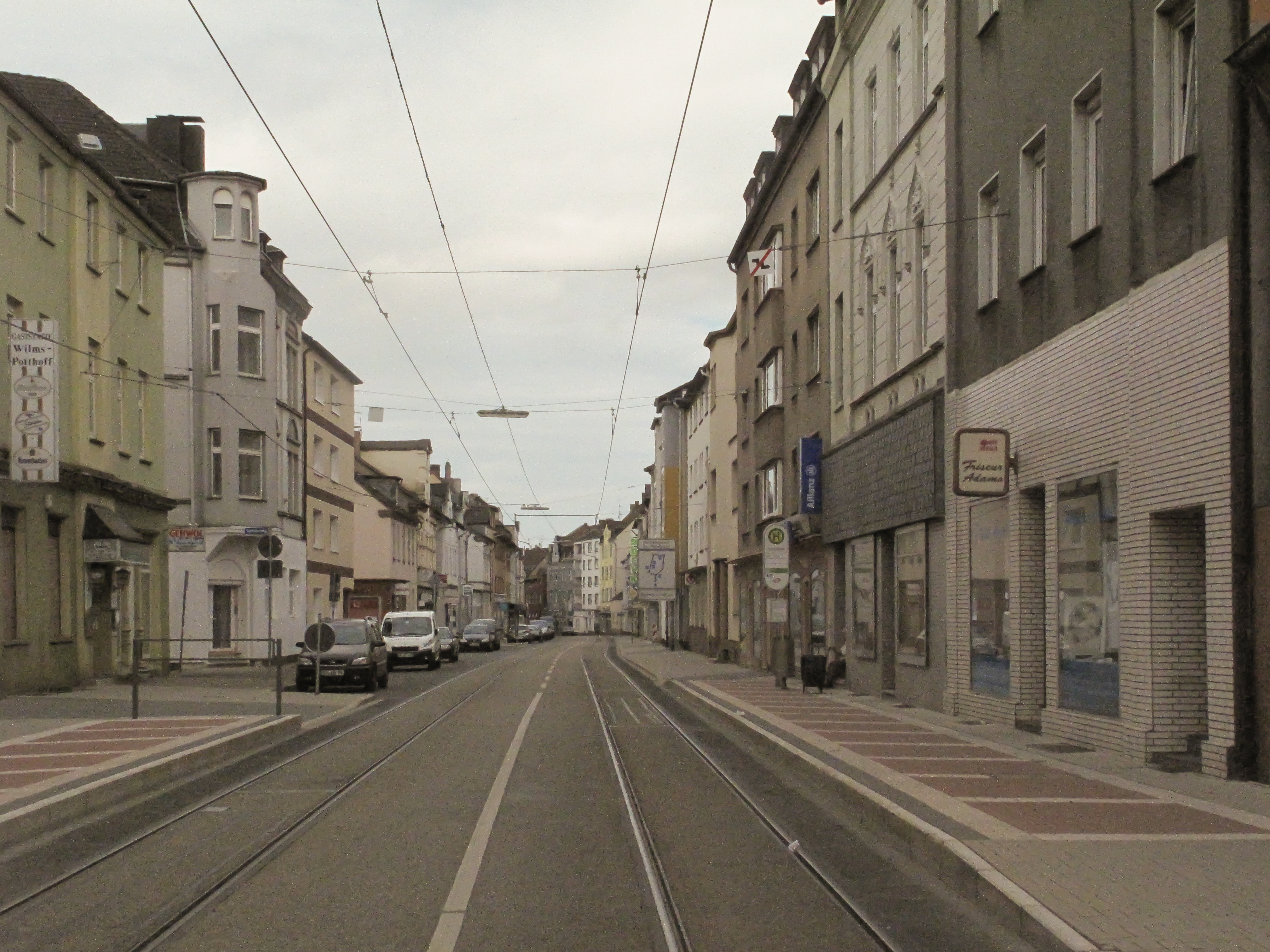
Vue dans la rue: Hochstrasse
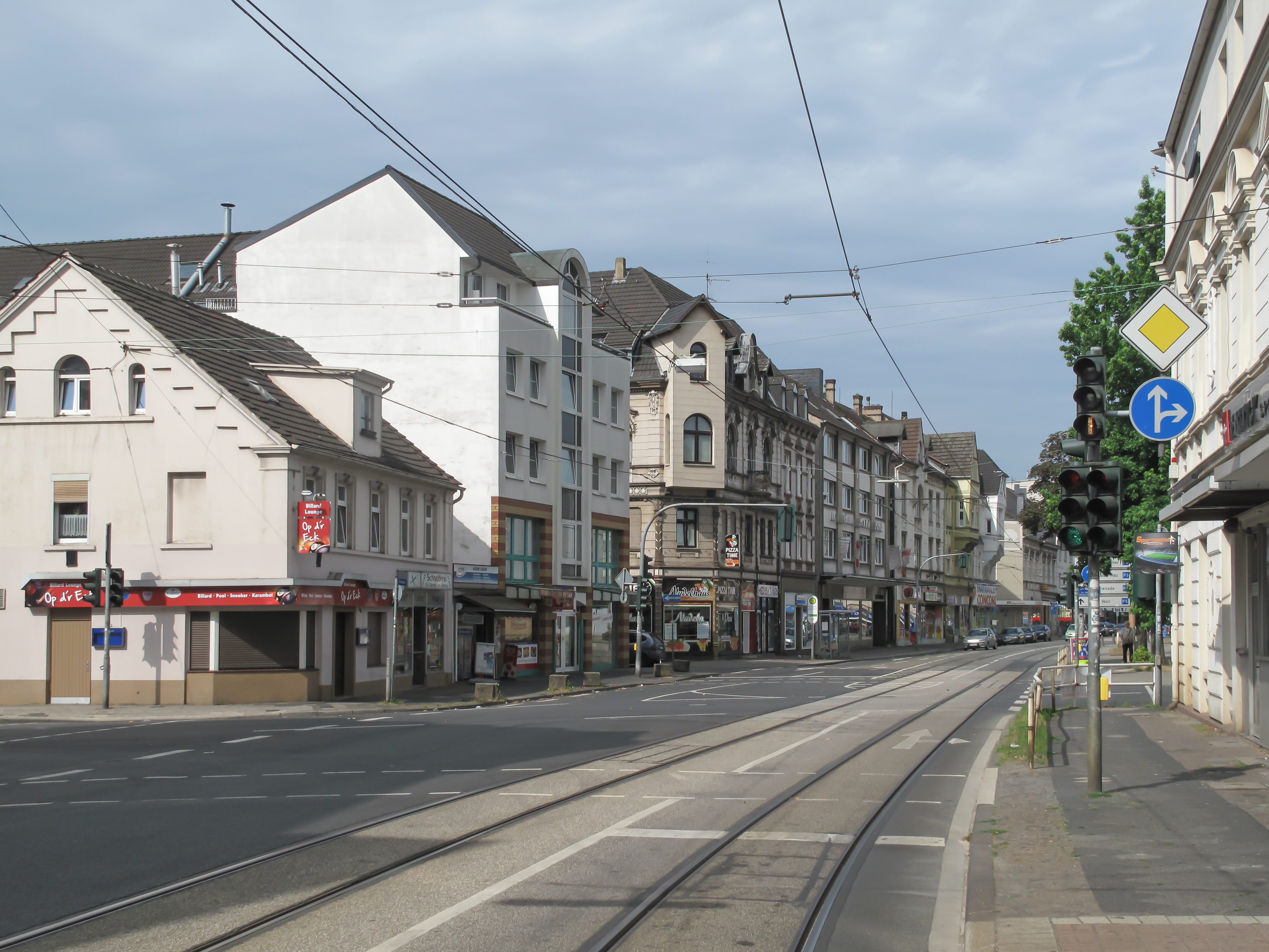
Vue dans la rue